# 蛇神威

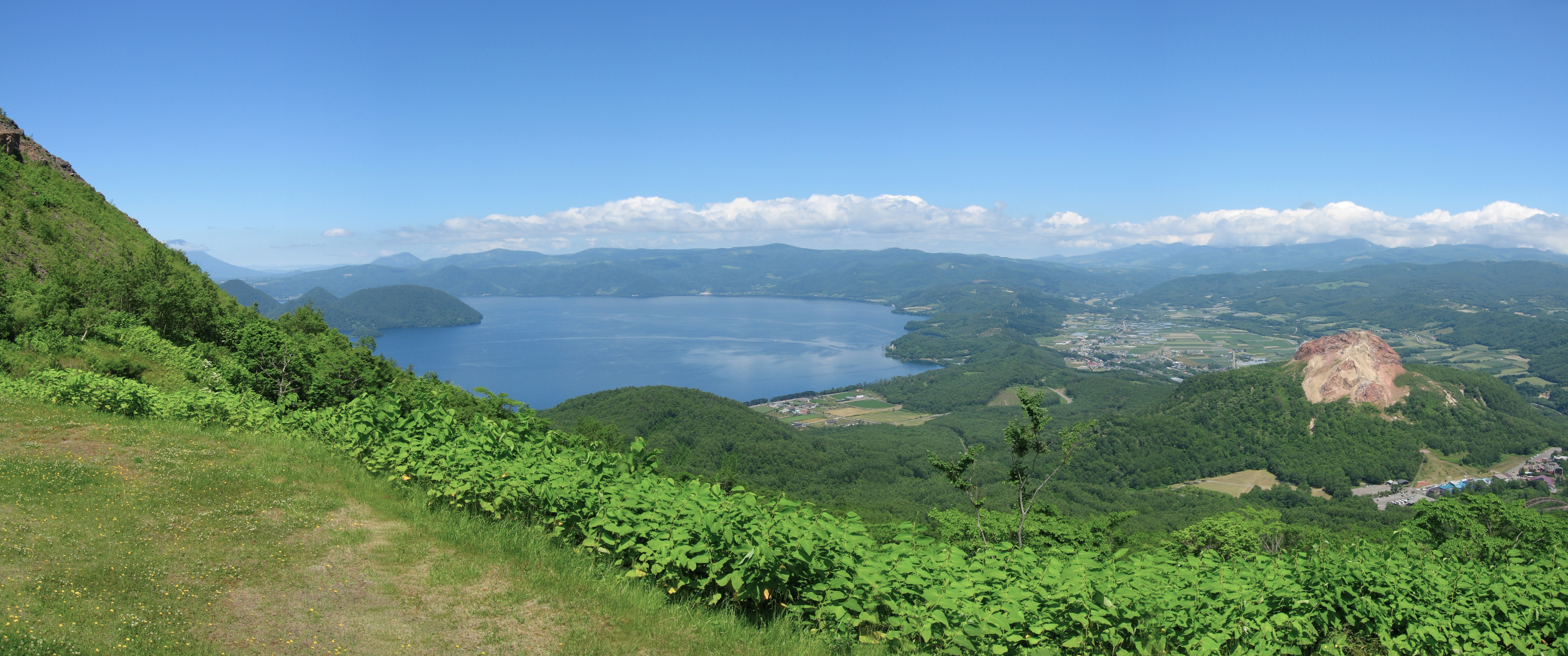
據稱有蛇神威棲息的洞爺湖

蛇神威（ホヤウカムイ），是日本北方古代阿伊努人傳說中的蛇神。

## 形態
蛇神威日文名字中的「ホヤウ」（有時寫成「オヤウ」）在阿伊努語中指的是「蛇」，「カムイ」則指「神威」，是阿伊努語中神明的意思。相傳其姿態是擁有一雙翅膀，身體呈現出淡淡的黑色，口部周圍呈紅色，體寬跟日本傳統以秸稈編成的米袋「俵」差不多，首尾較為幼細，鼻端銳利呈尖狀，像尖鑿一樣可以輕易將巨木切開。體長約有2米，翼幅有可達1.5米至4米不等的說法。

## 傳說
傳說中，蛇神威棲息在日本北海道日高地方西部的湖沼之中，以及附近的川河之間。牠的身體會發放出惡臭，這臭味足以令附近的草木枯萎。如果人類身處在蛇神威居處的順風位置，體毛會逐漸脫落，皮膚會發腫，若然距離太接近的話更可能會因皮膚炙爛潰瘍而死。據說鵡川川口一帶也是蛇神威棲身之地，因此為呼為「神沼」（カムイト），住在附近的人為了避免遭其所害，便攀上附近的山丘上觀察湖沼的狀況，最後確定沒有危害後才在該處聚居。另外，由於蛇類有冬天冬眠、夏天活躍的特性，當地人為了避免引惹蛇神威，因此嚴禁人們於盛夏時或在火堆旁說出牠的名字，蛇神威亦因而有「夏天禁稱者」的別號；而當冬天時為了令身體變得伶俐一點，當地人也會有口說「燒火了，燒火了」（火をたけ、火をたけ）的習慣。
洞爺湖中據稱也有蛇神威棲息著，但這裡的蛇神威卻與日高地區傳說中的魔神性格完全相反，牠所呈現的面貌反而是人類的守護神。傳說中，虻田町（現在的洞爺湖町）曾經流行過天花瘟疫，當時的人相信是瘟神及痘神作怪，於是逃到洞爺湖畔，棲息在這裡的蛇神威便以自己的惡臭驅逐了瘟神與痘神，讓人們得以逃過疫病的大難。每逢當地出現流行病症，人們便會帶著美酒，前往有珠山拜祭山神及蛇神威，祈求身體健康，疫症消失。不過，根據一些記載所指，洞爺湖的蛇神威並不是蛇的姿態，而是一頭長有羽毛的靈龜。蛇神威亦有著掌管巫女靈力的神秘力量，當牠依附在巫女身體時可以驅除低級的惡靈。
日高山脈主峰幌尻岳一帶的沼澤及山川中，也流傳著一種古老的蛇神，其姿態從來無人得見，但卻有著強烈的臭味，會令人類的皮膚腫脹起來，據說也是蛇神威族類的一脈。。

## 備註
1. ↑  「更科源藏」安藤美紀夫《北海道の伝説》，角川書店〈日本の伝説 17〉，1977年，67-170頁。ISBN 978-4-04-722017-1。
2. 1 2  關口秋生編《あなたの知らない未確認生物 ニッポンのUMA〔図解説〕大図鑑》，Coremagazine Co.,Ltd，2008年，203頁。ISBN 978-4-86252-311-2。
3. ↑  「更科源藏」《アイヌ伝説集》，北書房，1971年，156-157頁。
4. ↑  吉田巖〈アイヌの妖怪説話〉《人類学雑誌》第29巻第10號，日本人類學會，1914年10月，404頁。